# Diecezja Tortony
Diecezja Tortony – diecezja Kościoła rzymskokatolickiego we Włoszech, w metropolii Genui. Wchodzące w jej skład parafie leżą na terenie trzech świeckich regionów administracyjnych: Ligurii (prowincja Genua), Lombardii (prowincja Pawia) i Piemontu (prowincja Alessandria). Powstanie diecezji datowane jest na II wiek.